# Mirebeau-sur-Bèze
Mirebeau-sur-Bèze este o comună în departamentul Côte-d'Or, Franța. În 2009 avea o populație de 1,945 de locuitori.

## Evoluția populației
| An        | 1975  | 1982  | 1990  | 1999  | 2006  | 2009  |
| --------- | ----- | ----- | ----- | ----- | ----- | ----- |
| Populație | 1,107 | 1,426 | 1,464 | 1,573 | 1,844 | 1,945 |